# Sieveking (Familie)

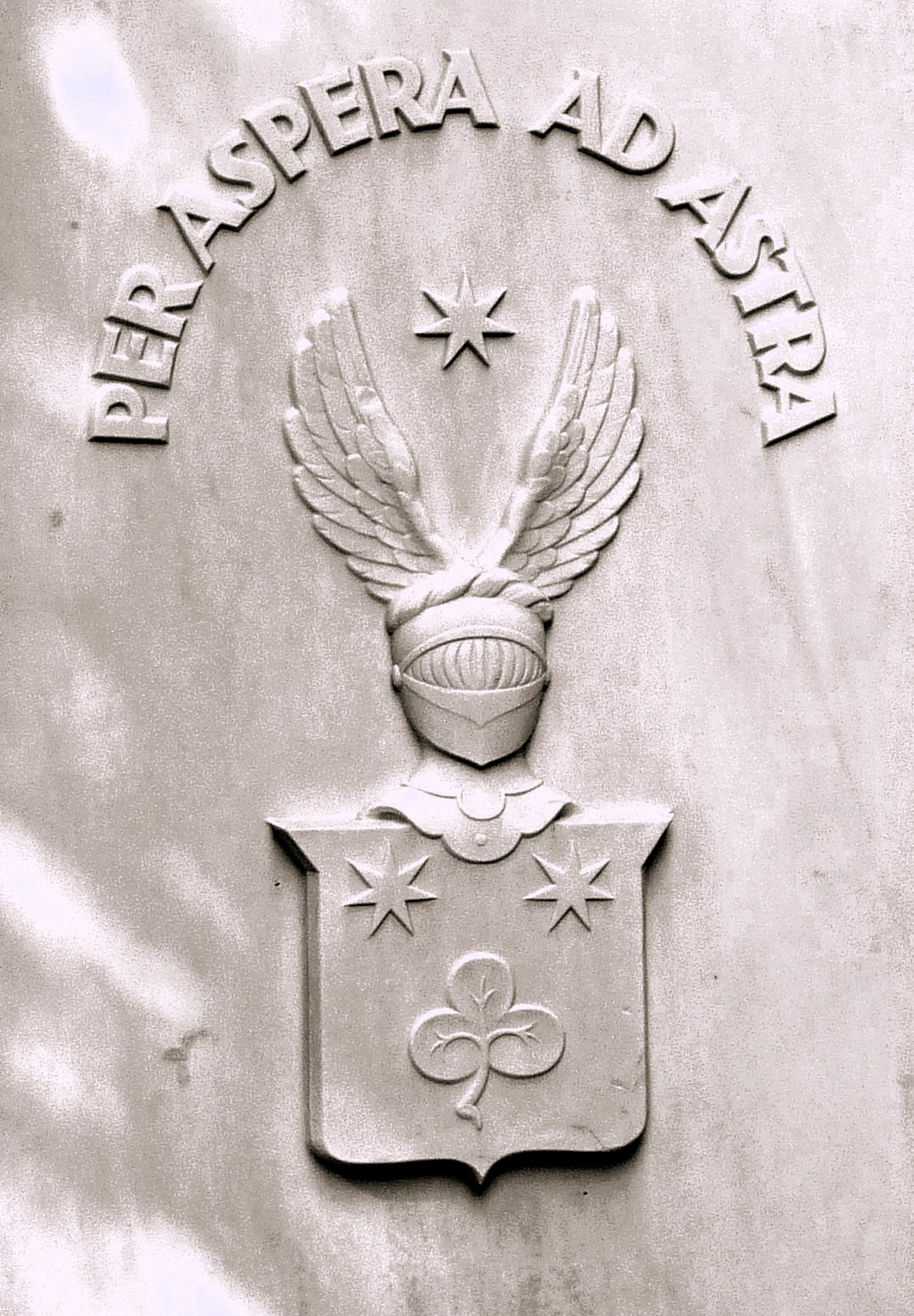
Familienwappen Sieveking (Detail des Familiengrabes auf dem Nienstedtener Friedhof in Hamburg).

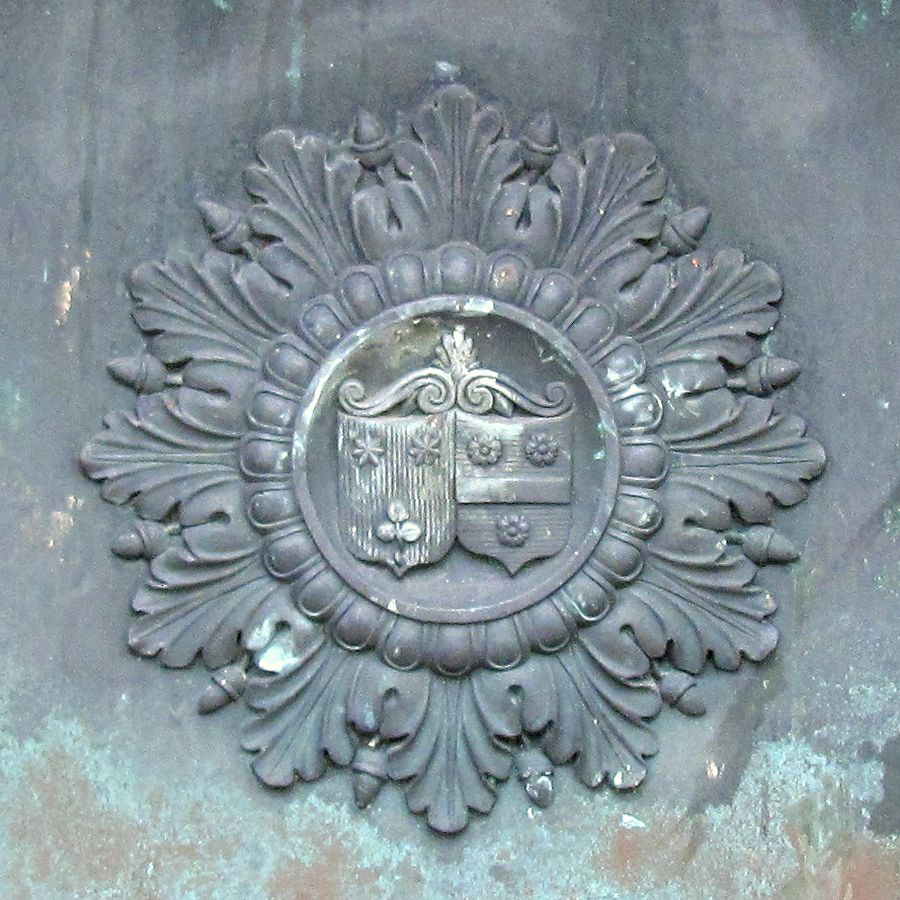
Familienwappen Sieveking (links) und Chapeaurouge (rechts; Detail des Sieveking-Mausoleums auf dem Alten Hammer Friedhof in Hamburg-Hamm).

Sieveking ist der Name einer ursprünglich aus Westfalen stammenden und seit Mitte des 18. Jahrhunderts in Hamburg ansässigen Kaufmannsfamilie. Im 19. Jahrhundert in den Kreis der Hanseaten aufgestiegen, brachte sie zahlreiche Beamte, Richter, Senatoren und Bürgermeister hervor. Auch durch ihr philanthropisches und mäzenatisches Wirken hinterließen die Sievekings nachhaltige Spuren in der Stadt.
Das Familienwappen zeigt zwei siebenzackige Sterne und ein dreiblättriges Kleeblatt.

## Stammliste (Auszug)
1. Peter Niclaes Sieveking (1718–1763), Kaufmann aus Versmold und seit 1747 Hamburger Bürger
2. Georg Heinrich Sieveking (1751–1799) – Hamburger Kaufmann und Aufklärer, verh. mit Johanna Margaretha Reimarus
3. Karl Sieveking (1787–1847) – Hamburgischer Syndikus, Diplomat und Kunstmäzen, verh. mit Caroline de Chapeaurouge
4. Johannes Hermann Sieveking (1827–1884) – Hamburgischer Senatssekretär
5. Karl Sieveking (1863–1932), Jurist, Verwaltungsbeamter und zuletzt Hamburger Gesandter und bevollmächtigter Minister in Preußen
6. Hermann Otto Sieveking (1891–1931), Offizier, Kaufmann, Vorsitzender der deutschnationalen Bismarckjugend
7. Georg Herman Sieveking (auch (Georg) Hermann Sieveking; 1867–1954) – Arzt in Hamburg und Familienchronist
8. Kurt Sieveking (1897–1986) – Kaufmann und Politiker, Erster Bürgermeister Hamburgs 1953–1957
9. Heinrich Sieveking (1871–1945) – Historiker, Professor in Freiburg, Marburg, Zürich und Hamburg
10. Gerhart Sieveking (1901–1945) – Pädagoge und Übersetzer
11. Friedrich Sieveking (1798–1872) – Hamburgischer Senator und Erster Bürgermeister
12. Caspar Wilhelm Sieveking (1834–1917) – Arzt in Hamburg, verh. mit Caroline Ottilie Söhle (1842–1915)
13. Auguste Sieveking (19. Juli – 4. August 1865)
14. Friedrich Christian Sieveking (1867–1917) – Rechtsanwalt in Hamburg
15. Georg Wilhelm Sieveking (1895–1946) – Klassischer Philologe und Lehrer am Johanneum in Hamburg
16. Caroline Mathilde Sieveking, verh. Sachs (1897 – 1951)
17. Peter Nikolaus Sieveking (1899–1953) – Buchhändler und Archivar in Hamburg, Verfasser politischer Tagebücher
18. Fanny Louise Sieveking (1901 – 1996)
19. Olga Sieveking (1902 – 1987)
20. Johannes Sieveking (1869–1942) – Klassischer Archäologe
21. Agathe Sieveking (1871 – 1964), verh. mit Johann Martin Wolfgang Lappenberg (1866 – 1924), Rechtsanwalt in Hamburg
22. Wilhelm Sieveking (1873 – 1958) – Kaufmann in Hamburg, verh. mit Ida Burchard (1879 – 1947)
23. Hermann Samuel Reimarus Sieveking (1875–1916) – Professor für Physik in Karlsruhe
24. Johanna Margaretha Sieveking (1877 – ), verh. mit Jean Paul Mestern (1871 – 1905), Kfm. in Hamburg
25. Gustav Adolf Ulrich Sieveking (1878–1952) – Landrichter, später Notar, verh. mit Catharina Wilhelmine (gen. Käthe) Roosen (1877 – 1942)
26. Friedrich Berend Sieveking (1907–2002) – Vorsitzender Richter am Bundesverwaltungsgericht, verh. mit Eva Dorothea Luise Mönckeberg (1914 – 2017)
27. Malte Friedrich Sieveking (* 1940) – Professor für Stochastik und Mathematische Informatik in Frankfurt am Main
28. David Sieveking (* 1977) – Regisseur
29. Ernst Friedrich Sieveking (1836–1909) – Hamburgischer Senator und Oberlandesgerichtspräsident
30. Olga Sieveking (1881–1965), verh. mit Rudolf Petersen – Erster Bürgermeister Hamburgs 1945/46
31. Heinrich Christian Sieveking (1752–1809) – Hamburger Kaufmann und Senator, verheiratet mit Caroline Louise Volkmann (1767–1799)
32. Eduard Heinrich Sieveking (1790–1868) – Kaufmann in London
33. Edward Sieveking (1816–1904) – englischer Mediziner
34. Amalie Sieveking (1794–1859) – Mitbegründerin der Diakonie in Deutschland
35. Johann Peter Sieveking (1763–1806) – Hamburgischer Syndikus und Gesandter beim Regensburger Reichstag 1806

### Weitere Namensträger
- Adelheid Sieveking († 1654), deutsches Hexenprozess-Opfer
- Klaus Sieveking (* 1945), deutscher Rechtswissenschaftler
- Monika Sieveking (* 1944), deutsche Malerin und Zeichnerin